# گرین اند بلکس

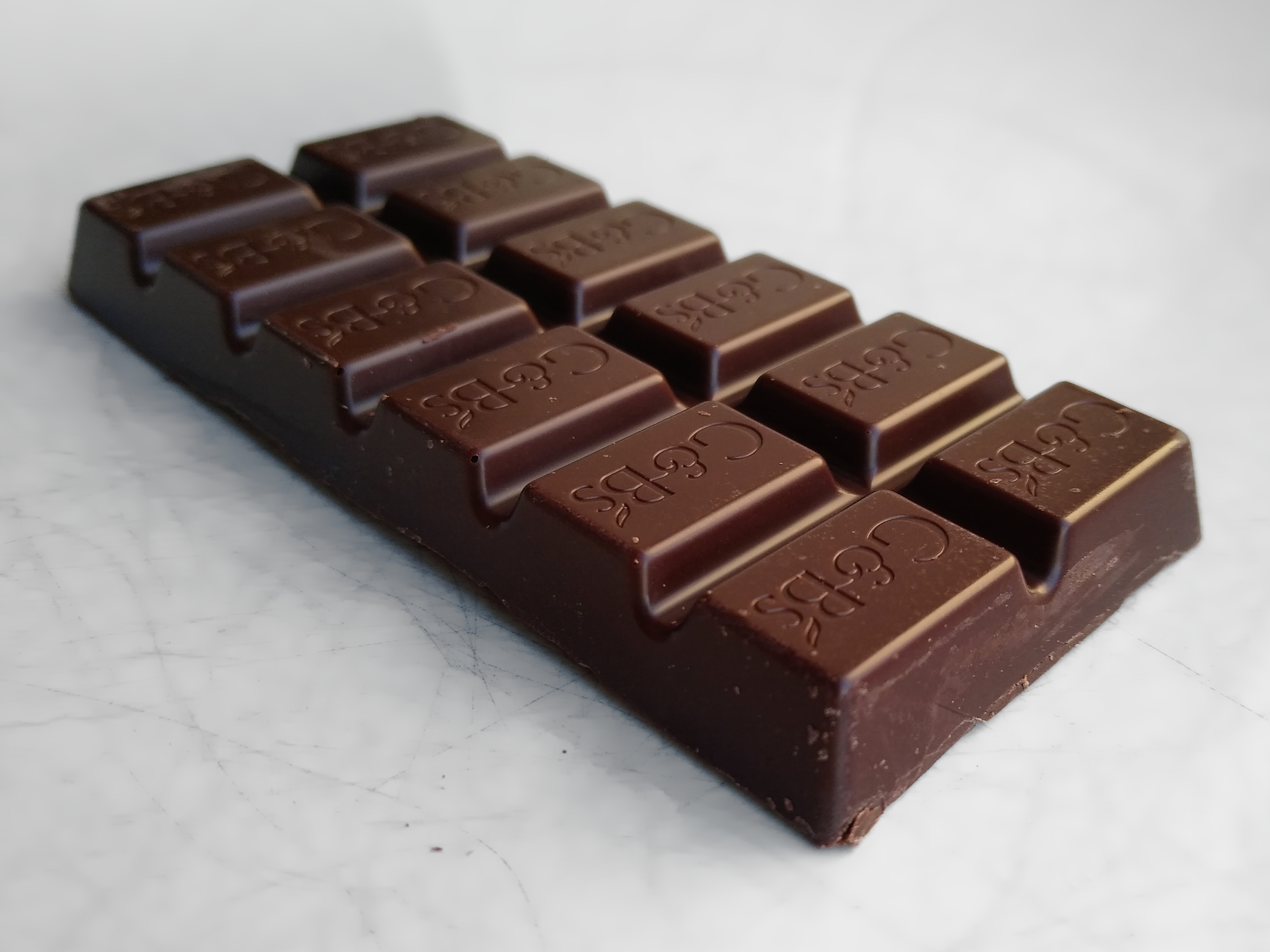
شکلات تخته ای دارک از شرکت بلک اند گرین

گرین اند بلکس (Green & Black's) یک برند بریتانیایی شکلات و محصولات ارگانیک است که در سال ۱۹۹۱ توسط کریگ سام (Craig Sams) و جوزفین فیربرن (Josephine Fairley) تأسیس شد. این برند به دلیل تمرکز بر استفاده از مواد اولیهٔ ارگانیک و تجارت منصفانه (Fair Trade) شناخته شده‌است.
در سال ۲۰۰۵، گرین اند بلکس توسط شرکت کادبری خریداری شد و پس از آن با انتقال مالکیت کادبری به شرکت آمریکایی موندلز اینترنشنال (که پیش‌تر بخشی از کرافت فودز بود)، این برند نیز به موندلز تعلق گرفت.